# Romāns Vainšteins
Romāns Vainšteins [uitspraak: 'vɑjnʃtɑjns; vajnsjtajns] (Talsi, 3 maart 1973) is een voormalig Lets wielrenner.
Vainšteins had als specialiteit de massasprint, al kwam hij daarin vaak net iets tekort om echte sprinters te kunnen verslaan. Wel speelde hij vaak mee om de hoofdprijs in klassiekers. Zo won hij in 1999 Parijs-Brussel en in datzelfde jaar de GP Gippingen. In 2000 werd hij, tot veler verrassing, wereldkampioen. Hij kreeg echter last van de 'vloek van de regenboogtrui' en zou nooit meer zijn oude niveau bereiken. Toen hij aan het eind van het seizoen 2004 geen ploeg meer kon vinden, zette hij noodgedwongen een punt achter zijn loopbaan.

## Palmares
1995
- Omloop van de grensstreek
- Eindklassement Circuit Franco-Belge

1996
- GP de Beuvry la Forêt

1997
- Wereldkampioen op de weg (militairen)
- Wereldkampioen tijdrijden (militairen)

1998
- Aarhus GP
- GP Industria & Artigianato-Larciano
- 3e etappe GP Jornal de Notícias
- Eindklassement GP Jornal de Noticias
- 1e etappe Koers van de Olympische Solidariteit

1999
- 6e etappe Ronde van Italië
- GP Chiasso
- 1e etappe Memorial Cecchi Gori
- Eindklassement Memorial Cecchi Gori
- Lets nationaal kampioen op de weg, Elite
- 14e etappe Ronde van Portugal
- 1e etappe Tirreno - Adriatico
- 6e etappe Tirreno - Adriatico
- GP Kanton Aargau Gippingen
- Parijs-Brussel
- 3e etappe Giro della Provincia di Lucca

2000
- 8e etappe Tirreno - Adriatico
- Coppa Bernocchi
- 1e etappe Ronde van Rijnland-Palts
- 2e etappe Ronde van Rijnland-Palts
- Wereldkampioen op de weg, Elite

2001
- Omloop Mandel-Leie-Schelde
- 6e etappe Tirreno - Adriatico
- 3e etappe Ronde van Catalonië

2003
- 4e etappe Ronde van Lucca

## Resultaten in voornaamste wedstrijden
| Jaar | Ronde van Italië | Ronde van Frankrijk | Ronde van Spanje |
| ---- | ---------------- | ------------------- | ---------------- |
| 1998 |                  |                     |                  |
| 1999 | opgave (1)       |                     |                  |
| 2000 |                  | 82e                 |                  |
| 2001 |                  | 132e                |                  |
| 2002 |                  |                     |                  |
| 2003 |                  | 116e                |                  |

| Jaar | Milaan-San Remo | Gent-Wevelgem | Ronde van Vlaanderen | Parijs-Roubaix | Amstel Gold Race | Luik-Bast.‑Luik | Ronde van Lombardije | Parijs-Brussel |  | WK op de weg |  | Wereldranglijsten |
| ---- | --------------- | ------------- | -------------------- | -------------- | ---------------- | --------------- | -------------------- | -------------- |  | ------------ |  | ----------------- |
| 1998 |                 |               |                      |                |                  |                 |                      |                |  | 11e          |  |                   |
| 1999 | 41e             | 5e            | 25e                  |                | 16e              |                 |                      | Goud           |  | 29e          |  | 19e (UWB)         |
| 2000 | 9e              |               | ↑                    | 14e            | 4e               |                 | 33e                  | 12e            |  | ↑            |  |                   |
| 2001 | ↑               | 13e           | 10e                  | ↑              |                  |                 |                      | Brons          |  |              |  |                   |
| 2002 |                 |               |                      |                |                  |                 |                      |                |  | 32e          |  |                   |
| 2003 | 73e             |               | 18e                  | 6e             | 28e              | 50e             |                      | 10e            |  |              |  |                   |
| 2004 | 7e              |               |                      | 11e            |                  |                 |                      |                |  |              |  |                   |

Wielerploegen van Romāns Vainšteins
Atienza ·
Baldinger ·
Brasi ·
Cassani ·
Celestino ·
Chaurreau ·
Colleoni ·
Crepaldi · 
Gualdi · 
Guerini ·
Imanaka ·
Jaksche · 
Leblanc ·
Merckx ·
Oesjakov ·
Quaranta ·
Sacchi ·
Valoti ·
de Vries ·
Ferronato (stagiair) ·
Vainšteins (stagiair) ·
Zinetti (stagiair) 
Apollonio · 
Borghi · 
Bortolami · 
Filippo Casagrande · 
Francesco Casagrande · 
Donati · 
Fois · 
Gianetti · 
Hontsjar · 
Hauptman · 
Klemenčič · 
Lupi · 
Pezze · 
Radaelli · 
Rütimann · 
Sironi · 
Trentin · 
Vainšteins · 
White · 
Zanetti ·
Zanotti
Apollonio · 
Borghi · 
Bortolami · 
Calcagni · 
Filippo Casagrande · 
Francesco Casagrande · 
Conti · 
Donati · 
Giacomelli · 
Gianetti · 
Hauptman · 
Klemenčič · 
Milesi · 
Pezze · 
Radaelli · 
Rütimann · 
Sironi · 
Trentin · 
Vainšteins  · 
White · 
Zanetti · 
Zucconi
Bruylandts · Cassani · Cretskens · De Clercq · De Wolf · Hoste · Kasjetsjkin · Kleynen · Knaven · Konečný · Magnusson · McEwen · Merckx · Milesi · Moerenhout · Museeuw · Orvalho · Peeters · Rodriguez · Tankink · Vainšteins  · van Heeswijk · Vanthourenhout · Vereecke · Virenque · Wadecki · Moeravjov (stagiair) · Steegmans (stagiair)
Blijlevens · Bruylandts · Cassani · Cretskens · De Wolf · Hoste · Kasjetsjkin · Kleynen · Knaven · Koerts · Konečný · Merckx · Milesi · Moerenhout · Museeuw · Rodriguez · Tankink · Vainšteins · van Bon · Van Goolen · van Heeswijk · Vandenbroucke · Vanthourenhout · Virenque · Wadecki · Nuyens (stagiair) · Rosseler (stagiair) · Vansummeren (stagiair)
Andriotto ·
Apollonio · 
Balducci ·  
Bortolami · 
Bossoni · 
Calcagni · 
Cheula ·
de la Fuente · 
Garzelli ·
Gerosa ·  
Gili · 
Hauptman · 
A. Masciarelli · 
S. Masciarelli ·
Mason ·
Mazzoleni ·  
Milesi ·  
Radaelli · 
Rodriguez · 
Sironi · 
Vainšteins · 
Zampieri ·
Zucconi ·
Cobo (stagiair) · 
Korovine (stagiair) ·
Ramírez (stagiair)
Astarloa  ·
Ballan ·
Barbero · 
Belli ·  
Bertoletti ·   
Bortolami ·
Bossoni ·
Carrara ·
Casagrande (tot 15/09) · 
Cortinovis · 
Gárate · 
Hauptman · 
Kvatsjoek ·
Marzoli · 
Pagliarini · 
Piccoli · 
Pinotti · 
Quinziato ·
Righi ·
Scotto D'Abusco ·
Svorada ·
Vainšteins · 
Vila ·
Marzano (stagiair)
- Nationale Bibliotheek van Letland: 000213423
- Virtual International Authority File: 316391200